# Monte Navért
Il monte Navért (o Navert) è una montagna dell'Appennino parmense al confine tra i comuni di Corniglio e di Monchio delle Corti, con un'altitudine di 1.654 metri s.l.m.. 

## Descrizione
Il monte è collocato sullo spartiacque tra la Val Parma a ovest, la Val Bratica a nord e la Val Cedra a est. Si trova al disopra del passo della Colla (1.474 m), che collega Corniglio con Monchio delle Corti.
Dal versante nord nasce il torrente Bratica, che dopo circa 14 km sfocia nel Parma, poco a nord di Corniglio.